# Parque Estadual do Caracol
Parque do Caracol é uma unidade de conservação no município de Canela, no Rio Grande do Sul, Brasil. Possui uma área de 25 hectares e está a 7 quilômetros da sede municipal. O parque fica na Serra Gaúcha, na parte nordeste do estado. A altitude média é de 760 metros. 
A queda do Caracol no rio Caracol tem uma queda livre de 131 metros e é a principal atração turística. Com matas fechadas em suas proximidades, é formada pelo arroio de mesmo nome, que despenca em queda livre de 131 metros por rochas basálticas da Formação Serra Geral, formando a Cascata do Caracol. Um conjunto paisagístico de rara beleza.

## História
Em tempos pré-históricos, a região do parque era ocupada pelos caingangues, coletores de frutas e sementes e caçadores. Os primeiros exploradores europeus deram à região o nome "Canela" de uma caneleira sob a qual eles acamparam. A família Wasen da Alemanha chegou em 1863 e começou a cultivar e criar gado. A área tem um clima agradável e beleza natural de cânions, rios e cachoeiras. Hotéis e casas de veraneio foram construídos na região a partir de 1900, antes da construção da cidade de Canela.
Além dos veranistas, a economia dependia do comércio de bovinos, suínos e seus produtos, que eram levados para venda para Porto Alegre e municípios vizinhos. Uma indústria madeireira se desenvolveu, explorando a enorme floresta de araucárias, e acelerou quando a ferrovia chegou em 1924. Uma fábrica de celulose foi construída ao lado de um afluente do rio Caracol, que atravessa o parque, afetando a qualidade da água. Isto e a destruição das florestas afastaram os turistas. Muitas espécies de animais também foram expulsas, incluindo o lobo-guará (Chrysocyon brachyurus), que foi caçado por conta de uma falsa crença de que ele matava o gado.
O governo gaúcho declarou que as terras cobertas pelo parque eram de utilidade pública em 1954. Após a desapropriação legal, a área foi transferida em 1968 para o Posto de Turismo do Estado de Canela. O Parque Estadual de Caracol foi fundado em 1973 com uma área de 100 hectares, dos quais 25 hectares são de propriedade estatal.
Atualmente o Parque é administrado por uma empresa privada chamada CnCT (Consórcio novo Caracol e Tainhas).

## Meio ambiente

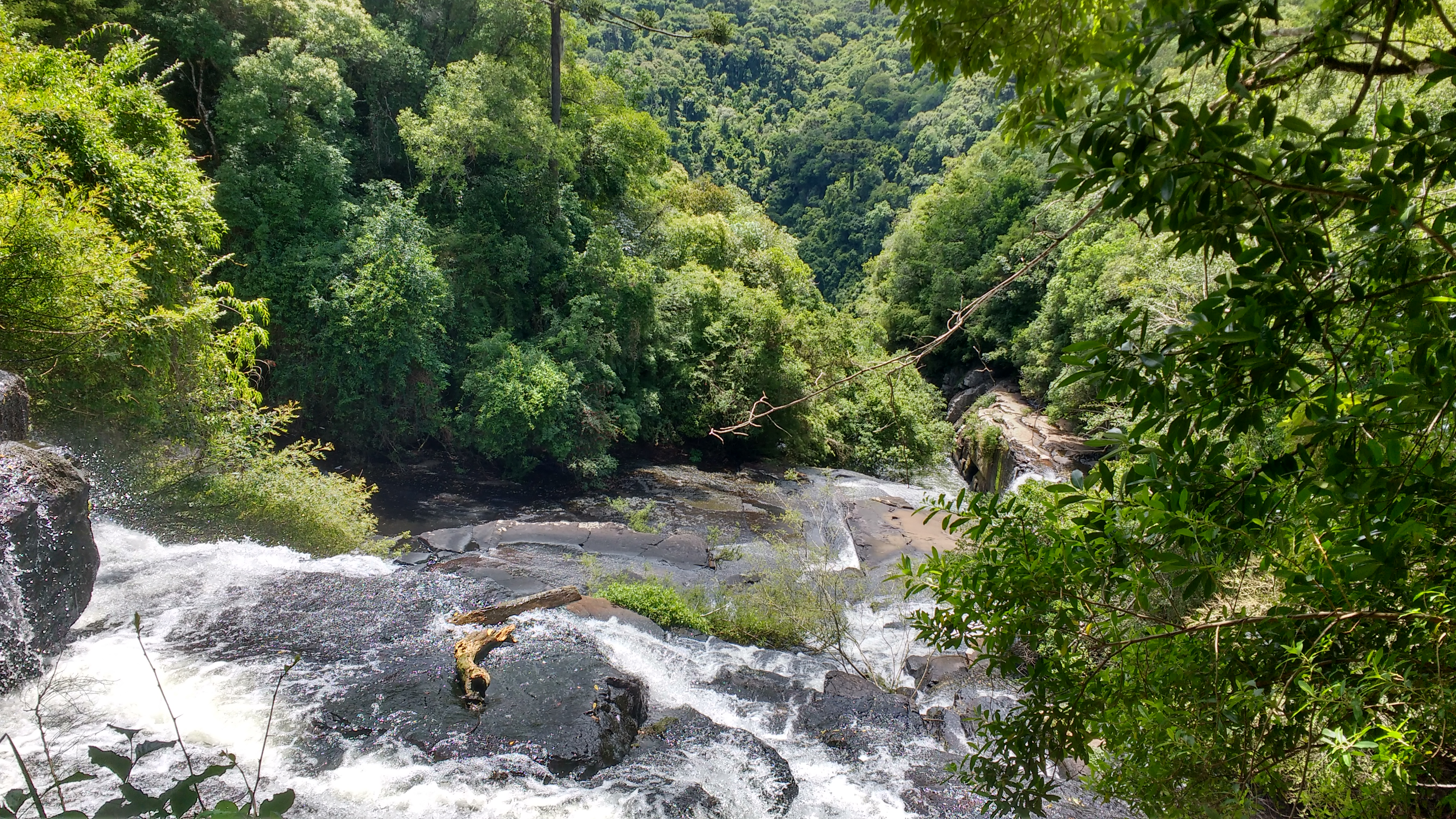
Corredeiras do parque.

O clima é temperado, com chuvas distribuídas ao longo do ano. A temperatura média é de 22°C no verão e de 10,5°C no inverno, caindo ocasionalmente até -8°C. A neve cai em julho e agosto. Acima da escarpa da Cascata do Caracol, a vegetação é floresta tropical montana e floresta de araucária. Abaixo da escarpa a vegetação é floresta estacional decidual submontana. O parque também contém campos de savana.
A floresta de araucária foi devastada pela extração madeireira entre os anos 1920 e 1950, mas alguns espécimes com troncos de até 1,5 metro de diâmetro ainda são encontrados perto da borda da escarpa. A vegetação está agora se regenerando e a Araucária angustifolia está formando um estrato emergente acima de um dossel de árvores como pinho-bravo, bugre e capororoca. O grande número de visitantes cria alguns problemas ambientais, incluindo destruição de mudas, lixo e assim por diante. No entanto, geralmente o ambiente está se recuperando e os animais selvagens estão retornando aos seus habitats. Algumas áreas são reservadas para os visitantes usarem para piqueniques e lazer, enquanto são reservadas como refúgios naturais. Milhares de mudas de árvores foram plantadas para acelerar a recuperação da região.
A área foi recomendada para preservação permanente como refúgio de veados e principalmente preás. Foram registradas 30 espécies de mamíferos, incluindo veado mateiro, bugio-ruivo, gato-do-mato-pequeno, quati, lontra e preá. 130 espécies de aves foram registradas.

## Turismo

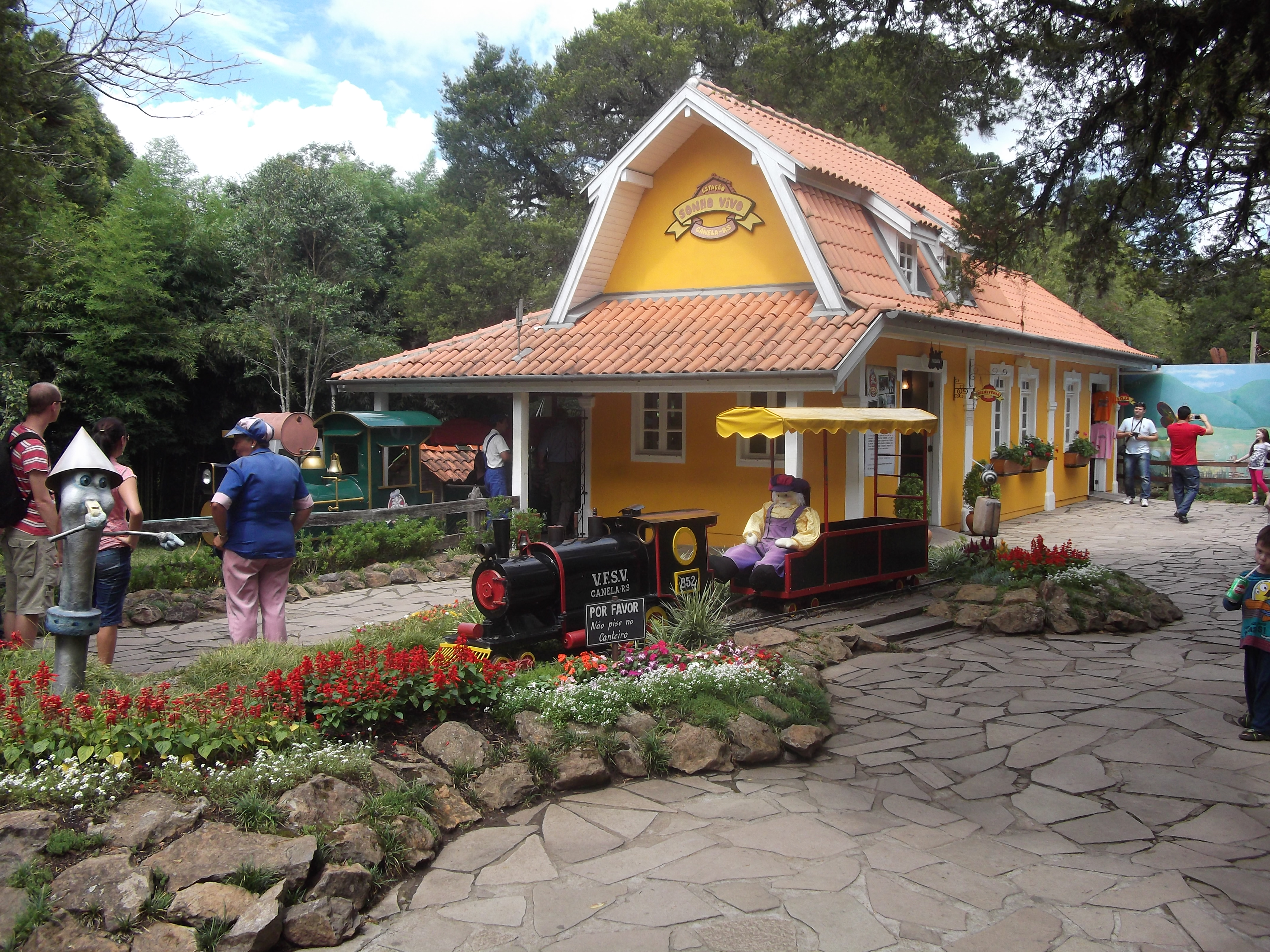
Estação Sonho Vivo

O parque recebe cerca de 2.500.000 visitantes anualmente. É o destino turístico mais popular na região sul do Brasil depois do Parque Nacional do Iguaçu. O parque oferece churrasqueiras para visitantes em uma área com mesas e bancos, muitos cobertos, com banheiros próximos. Há uma grande área gramada para esportes. Ao lado da entrada do parque há lojas de artesanato, um restaurante e banheiros.
Existem dois mirantes, dos quais a cachoeira pode ser vista, uma com entrada livre, a outra levemente mais alta e com uma taxa de entrada. A plataforma envidraçada de 27 metros é alcançada por um elevador. O Observatório Ecológico oferece uma das melhores vistas. Há uma escadaria com 927 degraus que leva à base da cachoeira.
O Projeto Lobo-guará, estabelecido em 1991, é baseado no parque e suporta turismo ecológico de baixo impacto e educação ambiental. O projeto ministra cursos sobre as ações de meio ambiente, observação, interpretação e ecologia prática do parque. Há quatro trilhas interpretativas, um centro de educação ambiental em uma antiga casa construída de madeira de araucária pela família Wassen e um anfiteatro. As trilhas são inadequadas para pessoas em condições físicas precárias, que podem pagar para pegar o pequeno trem da Estação Sonho Vivo.